# Liste des évêques d'Uzès

Carte du diocèse d'Uzès en 1781

La liste des évêques d'Uzès recense le nom des évêques qui se sont succédé sur le siège du diocèse d'Uzès, situé dans l'actuel département du Gard, à 25 kilomètres au nord de Nîmes, entre la plaine languedocienne et les Cévennes. Uzès est le siège de l'évêché.

## Les évêques
- 419-462 : Constance (Constantin)
- 506 : Probatius (Probatien, Probace)
- 533-538 : Roricius (Rorice)
- 538-553 : Saint Firmin ; participe au concile de Paris (553) ;
- 553-581 : Saint Ferréol
- 581 : Albinus (Albin)
- 581 : Jovinus (Jovin)
- 581 : Marcellus (Marcel)
- 659 : Aurélien (Aurèle)
- 661 : Mummolus (Mummole)
- 773 : Sigibert (Sigepert, Sigisbert)
- 791 : Arimundus (Arimond)
- 823-835 : Amélius Ier (Amiel)
- 842 : Éliphas (Éléphant, Alphant, Alphonse)
- 858-879 : Walafrid (Wilfrid, Wilfred)
- 885 : Asaël
- 886-915 : Amélius II
- 945 : Rostaing
- 967 : Amélius II
- 994-1030 : Héribald (Aribald, Arbaud)
- 1030-1080 : Hugues (Hugo)
- 1096-1138 : Raymond Ier
- 1139-1150 : Ébrard Ier (Éverard)
- 1150-1188 : Raymond II d'Uzès et de Posquières
- 1188-1190 : Bertrand Ier
- 1190-1204 : Guillaume Ier de Vénéjan
- 1204-1208 : Ébrard II
- 1208-1212 : Raymond III (Rainon, Raynier)
- 1212-1227 : Raymond IV dit de Mas d'André (Mansus Andreae)
- 1228-1239 : Berlio (Berlion, Berlionc)
- 1240-1249 : Pons de Becmil
- 1249-1285 : Bertrand II Armand
- 1285-1307 : Guillaume II des Gardies
- 1315-1318 : André de Frédol
- 1318-1344 : Guillaume III de Mandagout
- 1344-1356 : Élias de Saint-Yrieix (Hélias de Saint-Yrieix)
- 1357-1365 : Pierre Ier d'Aigrefeuille
- 1365-1366 : Pierre II (Gérard de la Rovère)
- 1366-1371 : Bompar Virgile (Bonuspar)
- 1371-1374 : Bernard de Saint-Étienne
- 1375-1398 : Martial
- 1400-1405 : Pierre III Beaublé (Belbladi)
- 1405-1426 : Géraud du Breuil (Guiraud de Broglio)
- 1427 : Pierre IV Soybert
- 1427-1441 : Bertrand III de Cadoène
- 1441-1442 : Guillaume IV de Champeaux
- 1442-1445 : Alain de Coëtivy
- 1445-1446 : Guillaume V Soybert
- 1446-1448 : Olivier du Châtel (Oliverius de Castro)
- 1448-1463 : Gabriel du Châtel
- 1463-1483 : Jean Ier de Mareuil (de Marolio)
- 1483-1503 : Nicolas Ier Malgras (Maugras, Malgrassi)
- 1503-1531 : Jacques Ier de Saint-Gelais
- 1531-1570 : Jean II de Saint-Gelais
- 1570-1591 : Robert de Girard
- 1591-1601 : François Ier Rousset
- 1601-1621 : Louis de Vigne
- 1621-1633 : Paul-Antoine de Fay de Peraut
- 1633-1660 : Nicolas II de Grillié (de Grillet)
- 1660-1674 : Jacques II Adhémar de Monteil de Grignan
- 1674-1677 : Michel Ier Phélypeaux de La Vrillière
- 1677-1728 : Michel II Poncet de La Rivière
- 1728-1736 : François II de Lastic de Saint-Jal
- 1737-1779 : Bonaventure Baüyn
- 1779-1792 : Henri Benoît Jules de Béthizy de Mézières

En 1877, le diocèse est réuni à celui de Nîmes.